# الرفائع
مركز الرفائع أو رفائع الجمش هو تجمع سكاني وتجاري كبير لقبيلة الدلابحة من قبيلة عتيبة، نجد، وتتبع إدارياً لمركز الجمش التابع لمحافظة الدوادمي، امتازت المدينة الناشئة بسرعة النمو السكني والتجاري حتى أصبحت عاصمة تجارية لقطاع الجمش، وعمل سكانها الأصليون على تنميتها والاستثمار بها حتى صارت محط أنظار المستثمرين، واكتسبت رفائع الجمش شهرة واسعة لسرعة نموها وتوفر الاحتياجات الضرورية بها، ويعمل أبناء المدينة في مناشط عدة منها الوظائف الحكومية والتجارة وغيرها.
ويوجد في الرفائع جميع الخدمات الحكومية تقريباً، مثل مقر المركز والشرطة والدفاع المدني ومستشفى عام، ودائرة للجوازات، وتفتقر إلى مكتب لخدمات العمل والعمال والهلال الأحمر ومجمع تعليمي عال لطلبة الجامعة.

## الدوائر الحكومية في الرفائع
1- مركز الرفايع فئة أ
2- مركز شرطة الرفايع
3- محكمة
4- مجمع قروي
5- هيئة الأمر بالمعروف والنهي عن المنكر
6- مركز صحي الرفائع
7- مستوصف العبسي (أهلي)
8- مكتب بريد
9- مركز للدفاع المدنى
10- كتابة عدل
11- الغرفة التجارية
▪ كما يوجد في رفايع الجمش العديد من المحلات التجارية على اختلاف أنواعها.